# Chalchiutotolin

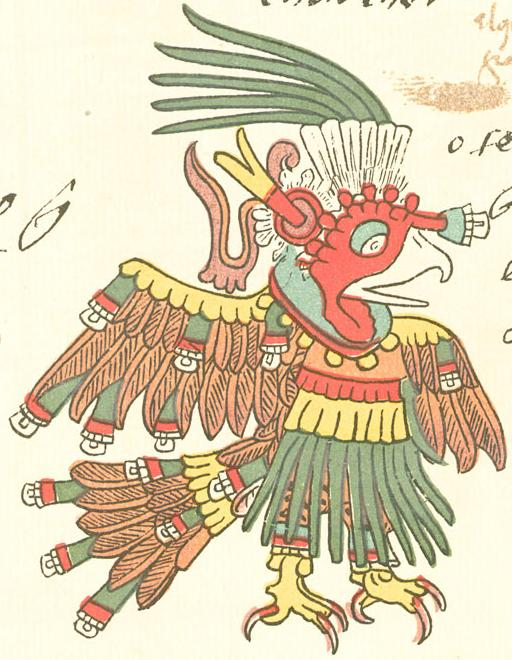
Illustrazione di Chalchiutotolin dal Codice Telleriano-Remensis (XVI secolo)

Chalchiutotolin [trad."Tacchino-di-giada"; pron."Cialciutotolin"] era il dio delle malattie e delle epidemie. 
Era un Nahualli [trad."Maschera"] di Tezcatlipoca, ossia una delle sue tante manifestazioni.